# Бордалу Пиньейру, Колумбану

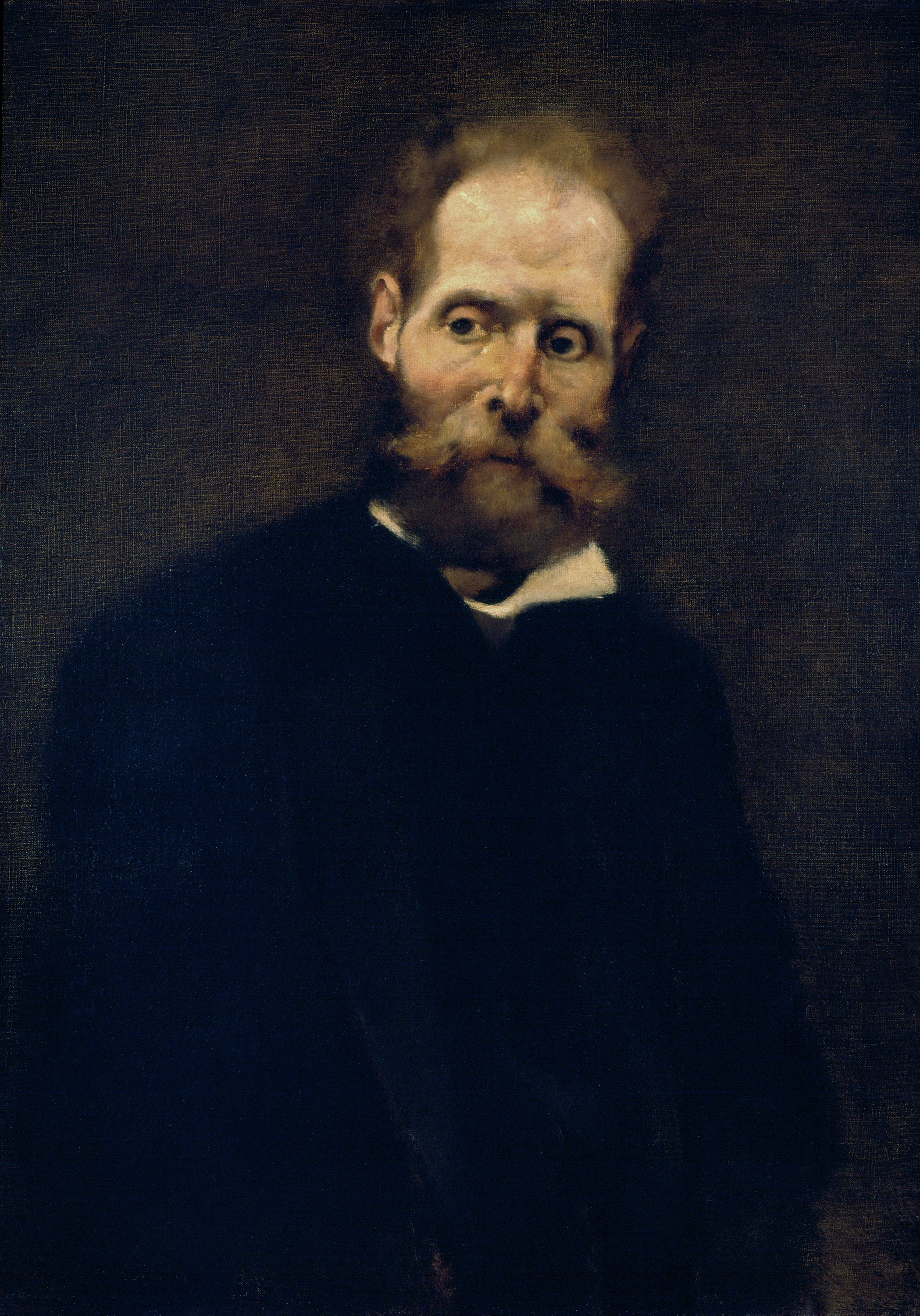
Портрет Антеру ди Кентала, 1889, музей Шиаду, Лиссабон

Колумбану Бордалу Пиньейру (порт. Columbano Bordalo Pinheiro, 21 ноября 1857, Лиссабон — 6 ноября 1929, Лиссабон) — португальский художник, наряду с Жозе Мальоа крупнейший представитель португальской реалистической живописи, часто рассматривается как крупнейший португальский художник XIX века. Особенно знаменит своими портретами, кисти Бордалу Пиньейру принадлежат портреты многих его знаменитых современников. Входил в комиссию, разработавшую современный флаг Португалии.

## Биография
Колумбану Бордалу Пиньейру был сыном художника-романтика Мануэла Марии Бордалу Пиньейру, его старшим братом был карикатурист Рафаэль Бордалу Пиньейру, создатель первых португальских комиксов. Учился у своего отца, затем в Академии Художеств в Лиссабоне у художника Мигуэла Анжелу Лупи и скульптора Симоиша ди Алмейды. Дважды пытался получить стипендию Академии, чтобы продолжить обучение за границей, и в конце концов графиня Эдла, вторая жена консорта Фернанду II, оплатила его путешествие во Францию.
Во Франции художник изучал творчество реалистов и импрессионистов, в первую очередь Гюстава Курбе, Эдгара Дега и Эдуара Мане. В результате сложился его собственный стиль, близкий к импрессионизму, но характеризующийся тёмными красками и мрачными тонами. После возвращения в Лиссабон он присоединился к художественному объединению «Золотой лев» (порт. Leão de Ouro), выступавшая за развитие натурализма в противовес академизму, доминировавшему в Португалии, которая в художественном отношении была одной из самых отсталых европейских стран. В это же объединение входили Рафаэл Бордалу Пиньейру, Жозе Мальоа, Жуан Маркиш ди Оливейра и Антониу да Силва Порту. В это время Колумбану Бордалу Пиньейру получил известность как портретист. Его портреты отличались большой психологической глубиной. Одним из самых известных его портретов считается изображение поэта Антеру ди Кентала.
Бордалу Пиньейру придерживался республиканских убеждений. После революции 1910 года он был приглашён принять участие в комиссии, которая разработала дизайн нового флага Португалии. С 1914 по 1927 год он занимал должность директора Музея современного искусства в Лиссабоне, ныне музей Шиаду.